# SMS Tegetthoff
Az SMS Tegetthoff az K. u. k. haditengerészet Tegetthoff-osztályú csatahajója volt. Wilhelm von Tegetthoffról, a lissai győzőről nevezték el a hajót. A SMS Tegetthoffot a Stabilimento Tecnico Triestino építette Triesztben.
A testvérhajóival együtt Pulában állomásozott. Olaszország hadba lépése után – 1915. május 24-én – a k.u.k. flotta tagjaként Anconát bombázta.
Az első világháború után Olaszországhoz került, La Speziában 1924-1925 között lebontották.